# Grammorhoe triangulata
Grammorhoe triangulata är en fjärilsart som beskrevs av Hermann von Heinemann 1917. Grammorhoe triangulata ingår i släktet Grammorhoe och familjen mätare. Inga underarter finns listade i Catalogue of Life.